# Frantz Pierre-Louis
Frantz Pierre-Louis (New York, 21 ottobre 1976) è un ex cestista statunitense con cittadinanza haitiana.